# Fecampia erythrocephala
Fecampia erythrocephala är en plattmaskart som beskrevs av Giard 1886. Fecampia erythrocephala ingår i släktet Fecampia och familjen Fecampiidae. Arten är reproducerande i Sverige. Inga underarter finns listade i Catalogue of Life.